# Tommy Dunker
Tom „Tommy” Dunker (ur. 26 czerwca 1969 w Neumünster, zm. 4 lipca 2024) – niemiecki żużlowiec, występujący również na długim torze.

## Życiorys
Czterokrotnie zdobył medale w finałach Indywidualnych Mistrzostw Republiki Federalnej Niemiec (złoty – 1987, dwa srebrne – 1988, 1990 oraz brązowy – 1989). Dwukrotnie startował w finałach Indywidualnych Mistrzostw Świata Juniorów (Zielona Góra 1987 – V m., Slany 1988 – VII m.). W 1988 wystąpił w reprezentacji RFN podczas rozegranego w Bradford finału Mistrzostw Świata Par, zajmując VIII m. W 1997 odniósł największy sukces w karierze, zdobywając tytuł Indywidualnego Mistrza Świata na długim torze.
W 1991 r. wystąpił w barwach Kolejarza Opole w jednym meczu II ligi.